# 波吕克塞娜
波吕克塞娜（英語：Polyxena），古希腊神话人物之一，为特洛伊国王普里阿摩斯与其妻赫卡柏所生之女。特洛伊城被希腊联军攻破后，先前在战役中阵亡的希腊英雄阿喀琉斯显灵，宣称她为其战利品，故她在其墓前被杀死献祭。在公元前4世纪后，随着该神话的广泛流传，后人在原基础上新增了她与生前的阿喀琉斯之间的恋爱故事。

## 扩展阅读
- Servius. In Aeneida, iii.321.
- Seneca. Troades, 1117-1161.
- Ovid. Metamorphoses, xiii.441-480.